# Tasmania Challenger 1988
Il Tasmania Challenger 1988 è stato un torneo di tennis facente parte della categoria ATP Challenger Series nell'ambito dell'ATP Challenger Series 1988. Il torneo si è giocato a Hobart in Australia dal 21 al 27 novembre 1988 su campi in sintetico.

## Vincitori

### Singolare
Todd Woodbridge ha battuto in finale  Shane Barr con il punteggio di 6–3, 7–6

### Doppio
Charlton Eagle /  Paul Mick hanno battuto in finale  Shane Barr /  Roger Rasheed con il punteggio di 7–6, 4–6, 7–6